# Comuna de Tarnów
Tarnów (polaco: Gmina Tarnów) é uma gminy (comuna) na Polónia, na voivodia de Pequena Polónia e no condado de Tarnowski. A sede do condado é a cidade de Tarnów.
De acordo com os censos de 2004, a comuna tem 22 676 habitantes, com uma densidade 273,8 hab/km².

## Área
Estende-se por uma área de 82,81 km², incluindo:
- área agricola: 71%
- área florestal: 13%

## Demografia
Dados de 30 de Junho 2004:
|                      | Total   | Total | Mulheres | Mulheres | Homens  | Homens |
| -------------------- | ------- | ----- | -------- | -------- | ------- | ------ |
|                      | pessoas | %     | pessoas  | %        | pessoas | %      |
| População            | 22 676  | 100   | 11 485   | 50,6     | 11 191  | 49,4   |
| Densidade (pop./km²) | 273,8   | 100   | 138,7    | 138,7    | 135,1   | 135,1  |

De acordo com dados de 2002, o rendimento médio per capita ascendia a 1158,92 zł.

## Subdivisões
- Biała, Błonie, Jodłówka-Wałki, Koszyce Małe, Koszyce Wielkie, Łękawka, Nowodworze, Poręba Radlna, Radlna, Tarnowiec, Wola Rzędzińska, Zawada, Zbylitowska Góra, Zgłobice.

## Comunas vizinhas
- Czarna, Lisia Góra, Pleśna, Skrzyszów, Tarnów, Tuchów, Wierzchosławice, Wojnicz, Żabno